# West Indies Cricket Team in Neuseeland in der Saison 1955/56
Die Tour des West Indies Cricket Teams nach Neuseeland in der Saison 1955/56 fand vom 3. Februar bis zum 13. März 1956 statt. Die internationale Cricket-Tour war Bestandteil der Internationalen Cricket-Saison 1955/56 und umfasste vier Tests. Die West Indies gewannen die Serie 3–1.

## Vorgeschichte
Neuseeland bestritt zuvor eine Tour in Indien, für Pakistan war es die erste Tour der Saison.
Das letzte Aufeinandertreffen der beiden Mannschaften bei einer Tour fand in der Saison 1951/52 in Neuseeland statt.

## Stadien
Die folgenden Stadien wurden für die Tour als Austragungsort vorgesehen.
| Stadion        | Stadt        | Kapazität | Spiele  |
| -------------- | ------------ | --------- | ------- |
| Eden Park      | Auckland     | 50.000    | 4. Test |
| Lancaster Park | Christchurch | 38.628    | 2. Test |
| Carisbrook     | Dunedin      | 29.000    | 1. Test |
| Basin Reserve  | Wellington   | 11.000    | 3. Test |

## Kaderlisten
Die Mannschaften benannten die folgenden Kader.
| Test | Test |
| Neuseeland | West Indies |
| --- | --- |
| - Harry Cave (K) - John Reid (VK) - Jack Alabaster - Trevor Barber - Don Beard - John Beck - Bob Blair - Murray Chapple - Sammy Guillen (wk) - John Guy - Gordon Leggat - Allen Lissette - Tony MacGibbon - Noel McGregor - Trevor McMahon (wk) - Lawrie Miller - Alex Moir - Ian Sinclair - Bert Sutcliffe - Don Taylor | - Denis Atkinson (K) - Alfie Binns (wk) - Cleirmonte Depeiaza (wk) - Tom Dewdney - Hammond Furlonge - John Goddard - Frank King - Bruce Pairaudeau - Sonny Ramadhin - Alphonso Roberts - Callie Smith - Garry Sobers - Alf Valentine - Everton Weekes |

## Tests

### Erster Test in Dunedin
| 3. – 6. Februar Scorecard | Dunedin | Neuseeland 74 (62.2) & 208 (110.2)                | – | West Indies 353 (112.5) |
|                           |         | West Indies gewinnt mit einem Innings und 71 Runs |   |                         |

Neuseeland gewann den Münzwurf und entschied sich als Schlagmannschaft zu beginnen.

### Zweiter Test in Christchurch
| 18. – 21. Februar Scorecard | Christchurch | West Indies 386 (136.5)                           | – | Neuseeland 158 (75.5) & 164 (60.4) (f/o) |
|                             |              | West Indies gewinnt mit einem Innings und 64 Runs |   |                                          |

Die West Indies gewannen den Münzwurf und entschieden sich als Schlagmannschaft zu beginnen.

### Dritter Test in Wellington
| 3. – 7. März Scorecard | Wellington | West Indies 404 (135.5) & 13-1 (5.2) | – | Neuseeland 208 (140) & 208 |
|                        |            | West Indies gewinnt mit 9 Wickets    |   |                            |

Die West Indies gewannen den Münzwurf und entschieden sich als Schlagmannschaft zu beginnen.

### Vierter Test in Auckland
| 9. – 13. März Scorecard | Auckland | Neuseeland 255 (166.5) & 157-9d (80) | – | West Indies 145 (78.3) & 77 (45.1) |
|                         |          | Neuseeland gewinnt mit 190 Runs      |   |                                    |

Neuseeland gewann den Münzwurf und entschied sich als Schlagmannschaft zu beginnen.